# Manko
Das Manko ist in der Kaufmannssprache ein Fehlbetrag in einer Kasse oder im Lager, allgemein auch jegliche Differenz oder Lücke. Vom Manko zu unterscheiden ist der Kalo ein zu erwartender und damit planbarer Gewichts- oder Volumenverlust.

## Etymologie
Das Wort Manko stammt von „unvollständig, gebrechlich“ (lateinisch mancus) ab, das auch „schwach, fehlerhaft“ bedeutet und in der übertragenen Bedeutung als „verkrüppelt“ oder „Krüppel“ (substantiviert) zu verstehen ist. Das Wort mancus steht auch für eine untergewichtige Goldmünze mit geringem Edelmetallanteil wie beim arabischen Dinar des 8. bis 13. Jahrhunderts. Auch die Gewichtsdifferenz von Goldmünzen zum Idealgewicht heißt Manko. In derselben Bedeutung erschien das Wort in der italienischen Sprache als „manco“, dessen Verb „mancare“ als „fehlen“ zu übersetzen ist.
Die Redewendung „etwas weist ein schweres Manko auf“ ist der Hinweis auf einen schweren Nachteil, eine beträchtliche Lücke oder ein erhebliches Defizit.

## Allgemeines
Als Manko wird der Schaden bezeichnet, der eintritt, wenn eine vom Arbeitnehmer geführte Kasse (Kassierer) oder ein ihm anvertrauter Warenbestand (Lagerverwalter) einen Fehlbetrag aufweist. Ursachen können Fehler in der Annahme oder Ausgabe von Bargeld oder Waren, Fehlbuchungen oder Diebstahl und Unterschlagungen sein. Auch nicht erkanntes und vom Kassierer angenommenes Falschgeld führt zu einem Manko. Das Manko kann ein Unterschuss oder Überschuss sein, jede Differenz ist ein Manko. Überschüsse fallen dem Arbeitgeber zu.

## Kasse und Lager
Am häufigsten wird ein Manko assoziiert mit Geld im Kassenbestand und Waren im Lagerbestand. Um ein Manko festzustellen, ist eine regelmäßige Kassenprüfung oder Bestandsprüfung erforderlich. Je höher die Umlaufgeschwindigkeit des Geldes oder die Lagerumschlagshäufigkeit von Waren ist, umso häufiger ist eine Prüfung erforderlich. Die Prüfung wird vorgenommen durch einen Vergleich des Sollbestandes mit dem tatsächlichen Ist-Bestand. Der Sollbestand ergibt sich in der Kasse aus den Buchungen der Barauszahlungen und Bareinzahlungen, beim Lagerbestand durch die verbuchten Warenausgänge und Wareneingänge. Stimmt der Sollbestand nicht mit dem Istbestand überein, liegt ein Manko vor. Eine Inventur zum Bilanzstichtag ist ebenfalls geeignet, ein Manko aufzudecken.

## Rechtsfragen
Es stellt sich die Rechtsfrage, ob ein Arbeitnehmer dem Arbeitgeber gegenüber für ein entstandenes Manko haften muss. Für ein Manko haftet der Arbeitnehmer (beispielsweise Kassierer, Fachlagerist) – falls im Arbeitsvertrag nichts anderes vereinbart wurde – nur bei seinem Verschulden.

### Mankohaftung
Im Regelfall ist der Arbeitnehmer als Besitzdiener des Bargeldes oder der Waren des unmittelbar besitzenden Arbeitgebers anzusehen. Das ist nur dann nicht der Fall, wenn der Arbeitnehmer den alleinigen Zugang zur Kasse oder zum Warenlager hat. Diese Unterscheidung ist für die Mankohaftung des Arbeitnehmers von entscheidender Bedeutung.
Das Manko ist als Pflichtverletzung einzuordnen, für die ein Arbeitnehmer nach den allgemeinen Vorschriften der §§ 619a, § 280 BGB haftet. Haftung bedeutet hier, dass der Arbeitnehmer den von ihm verschuldeten Fehlbetrag ersetzen muss. Auch ein Betriebsleiter haftet für Kassen- und Lagerfehlbestände mangels einer wirksamen Mankoabrede ohne Nachweis einer Verursachung und eines Verschuldens nur dann, wenn er den alleinigen Zugang zur Kasse und zu den Waren hatte. Allerdings hat der Arbeitgeber ein Beweisproblem, denn er muss dem Arbeitnehmer eine mindestens mittlere Fahrlässigkeit nachweisen, um Schadensersatz nach § 280 BGB verlangen zu können. Das ungewollte Herausgeben falscher Beträge durch den Arbeitnehmer – als eine Hauptursache für Fehlbeträge – zählt jedoch nicht zur mittleren Fahrlässigkeit. Deshalb kommt der Arbeitgeber – bis auf Ausnahmefälle – meist vor Gericht in Beweisnot und muss das Manko selbst tragen. Denn ohne nachgewiesene mittlere Fahrlässigkeit schuldet der Arbeitnehmer aus seinem Arbeitsvertrag nur die Dienstleistung oder das Bemühen (beispielsweise die Kasse führen; siehe Dienstvertrag) und nicht den Erfolg (beispielsweise keine Kassendifferenz). Das Risiko einer Schlechtleistung des Arbeitnehmers trägt grundsätzlich der Arbeitgeber.

### Mankoabrede
Unter einer Mankoabrede wird eine Klausel im Arbeitsvertrag verstanden, wonach der Arbeitnehmer für einen Fehlbestand einzustehen hat. Rechtstechnisch handelt es sich oft um für den Arbeitnehmer belastende Beweislastvereinbarungen. In der Rechtsprechung haben sich Kriterien herausgebildet, an denen die Mankovereinbarung gemessen werden muss. Diese muss klar und eindeutig formuliert sein. Eine arbeitsvertragliche Vereinbarung der Vertragsparteien über die Haftung des Arbeitnehmers für einen eingetretenen Kassen- oder Warenfehlbestand (Mankohaftung) ist wegen Verstoßes gegen die einseitig zwingenden Grundsätze der beschränkten Arbeitnehmerhaftung unwirksam, wenn und soweit dem Arbeitnehmer kein gleichwertiger Ausgleich geleistet wird. Dieser vertraglich zu regelnde angemessene wirtschaftliche Ausgleich muss dem Arbeitnehmer ein monatliches Mankogeld zusichern, das er behalten darf, wenn kein Manko eingetreten ist. Ferner haftet der Arbeitnehmer dann nicht in voller Höhe des Fehlbetrages, sondern nur bis zur Höhe des Mankogeldes. Mankoabreden sind verschuldensunabhängige Haftungsklauseln, so dass der Arbeitgeber dem Arbeitnehmer kein Verschulden mehr nachweisen muss.

### Mankogeld
Im Kassenbereich tätige Arbeitnehmer müssen bei einer Mankoabrede mit dem Arbeitgeber eine pauschale Ausgleichszahlung dafür erhalten, dass sie für Fehlbeträge in der Kasse haften.
Bei der Mankohaftung des Arbeitnehmers für Differenzen in der Kasse handelt es sich um eine Haftungserweiterung auch bei leichter Fahrlässigkeit, da bei normaler (= mittlerer) Fahrlässigkeit auch ohne diese Mankoabrede keine vollständige Haftungsfreistellung besteht und der Arbeitnehmer dem Arbeitgeber gegenüber bis zu einem gewissen Betrag schadensersatzpflichtig ist. Das Mankogeld, auch als Mankovergütung oder Fehlgeldentschädigung bezeichnet, ist dazu gedacht, einen eventuellen Fehlbetrag des Arbeitnehmers auszugleichen. Durch die Zahlung des Mankogeldes an den Arbeitnehmer übernimmt dieser eine verschuldensunabhängige Haftung für Differenzen in der Kasse. Mankogeld wird insbesondere im Niedriglohnbereich im Einzelhandel (insbesondere Supermärkte, Tankstellen, Kioske) gezahlt, weil dort Kassendifferenzen einen nicht unerheblichen Verlust darstellen.
Das Mankogeld soll einen Anreiz des Arbeitnehmers für eine eigenverantwortliche ordentliche Kassenführung schaffen und stellt damit für den Arbeitgeber einen Sicherheitsmechanismus gegen unehrliche Mitarbeiter dar. Durch die Mankovereinbarung soll verhindert werden, dass der Mitarbeiter bei Fehlbeträgen ohne eine Form des Ausgleichs bzw. der Sanktionierung davonkommt. Andererseits schützt die Zahlung von Mankogeld den Arbeitnehmer vor der Haftung mit seinem regulären Gehalt, wenn beispielsweise durch Fehler Fehlbeträge auftreten. Oft sind die genauen Gründe für Kassendifferenzen nicht zu klären, und aus Sicht des Arbeitnehmers soll er dann für Differenzen haften, die er nicht zu verantworten hat.
Außerdem soll durch die Zahlung von Mankogeld der Aufwand für den Ausgleich von Mankobeträgen reduziert werden. Auch für ein gutes Betriebsklima kann so eine Mankoregelung dienlich sein, da es bei Fehlbeträgen keinen Anlass mehr für eine Generalverdächtigung der Arbeitnehmer durch den Arbeitgeber gibt und im Vorfeld die Folgen einer Kassendifferenz klar abgesprochen sind. Das Mankogeld schützt also den Arbeitnehmer auch vor dem Verdacht der Unehrlichkeit.
Der Arbeitnehmer erhält mit dem Mankogeld einen positiven psychologischen Anreiz, Kassendifferenzen zu vermeiden und das Mankogeld für seinen privaten Konsum zu behalten. Das ist günstiger als ein negativer psychologischer Anreiz, wenn der Arbeitnehmer Fehlbeträge aus seinem privaten Geld ausgleichen muss. Eine Alternative zum psychologischen Anreiz zu Mankogeld sind hohe Gehälter und Bonuszahlungen, die das Arbeitsklima verbessern, die Zuverlässigkeit und Einsatzbereitschaft des Arbeitnehmers erhöhen und ihn zu einer sorgfältigen Kassenführung motivieren können. Der Arbeitgeber ist durch die klare Regelung über das Mankogeld im Falle einer Kassendifferenz aus der Beweislast entlassen.
Mankogeld ist jedoch auch mit dem Nachteil eines Moral Hazard verbunden, wonach der Arbeitnehmer seine Tätigkeit weniger sorgfältig ausüben könnte, weil im Falle eines Fehlbetrages das Mankogeld ausgleichend wirkt.

### Strafrechtliche Behandlung
Werden von einem Mitarbeiter häufig unaufgeklärte Fehlbeträge gemeldet, setzt er sich dem Verdacht aus, selbst Verursacher der Differenzen zu sein. Dies kann in wiederholten Fällen mit größeren Beträgen zu einer ordentlichen Kündigung des Arbeitsvertrages wegen gestörtem Vertrauensverhältnis führen. Wird jemand gar bei der unberechtigten Geldwegnahme ertappt (etwa durch Videoüberwachung), ist in der Regel eine fristlose Kündigung unausweichlich. Ein Angestellter, der allein eine Kasse zu verwalten und über deren Inhalt abzurechnen hat, hat in aller Regel Alleingewahrsam am Kasseninhalt. Ohne seine Mitwirkung darf niemand Geld aus der Kasse nehmen, damit bei Fehlbeträgen die Verantwortlichkeit festgestellt werden kann. Ein Alleingewahrsam am Kassenbestand kann nur als Unterschlagung nach § 246 StGB und nicht als Diebstahl bestraft werden.

## Steuerliche Behandlung
Muss der Arbeitnehmer entstandenes Fehlgeld aus eigenem Einkommen ausgleichen, kann er dieses als Werbungskosten geltend machen. Erhält er dagegen vom Arbeitgeber Mankogeld und dieses wird nicht verbraucht, so ist diese Einnahme bis zu 16 Euro monatlich steuerfrei. Darüber hinaus gehört das Mankogeld zu den steuerpflichtigen Einkünften aus nichtselbständiger Arbeit.

## Wirtschaftliche Aspekte
Ein Manko als Fehlbetrag wird in der Gewinn- und Verlustrechnung des Unternehmens als „sonstige betriebliche Aufwendungen“ gemäß § 275 Abs. 2 Nr. 8 HGB, ein Überschuss entsprechend als „sonstige betriebliche Erträge“ nach § 275 Abs. 2 Nr. 4 HGB verbucht. Diese Buchungen führen zum Ausgleich des Kassen- bzw. Lagerbestands.